# Daytrading

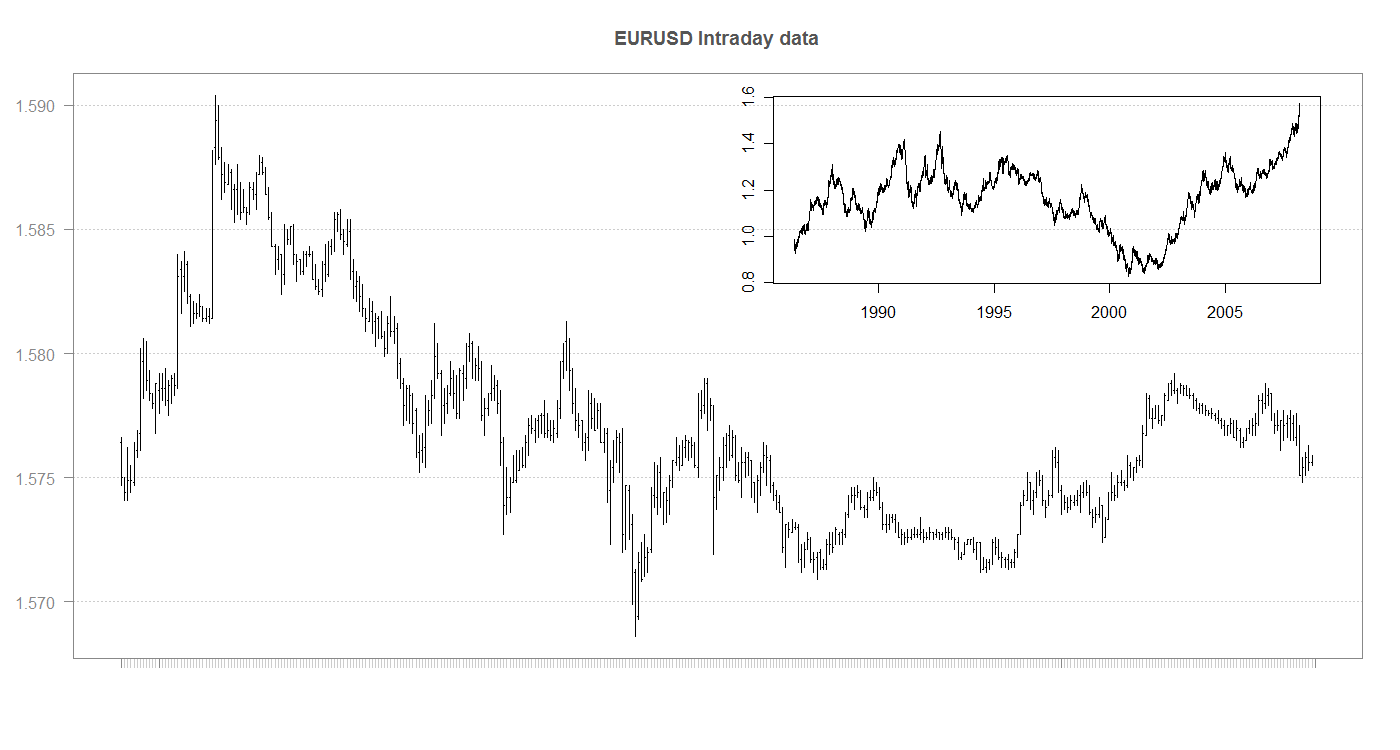
Dollarkurs innerhalb eines Tages

Daytrading (oder Day-Trading; englisch day trading, wörtlich ‚Tageshandel‘; auch Intraday-Handel, englisch intraday trading, wörtlich ‚Innertages-Handel‘) ist im Finanzwesen der Anglizismus für den kurzfristigen Handel an einer Börse unter Ausnutzung der Kursschwankungen von Börsenkursen.

## Allgemeines
Durch die Volatilität vieler Finanzmärkte (insbesondere Aktienmarkt, Devisenmarkt, Geldmarkt, Kapitalmarkt, Kreditmarkt) und moderne Technologien entwickelte sich das Daytrading als eine der Handelsstrategien für Finanzinstrumente wie Effekten (Aktien, Anleihen), Geldmarktpapiere oder Derivate. Hierbei werden Positionen innerhalb des gleichen Handelstages durch Kauf eröffnet und durch Verkauf wieder geschlossen mit dem Ziel, von entsprechenden Kursschwankungen zu profitieren und Kursgewinne zu erzielen. In der Regel handelt es sich um Spekulationen mit Finanzinstrumenten oder Finanzprodukten wie Kryptowährungen oder Futures.
Intraday-Handel spielt bei professionellen Händlern von Banken, Versicherungsunternehmen und anderen institutionellen Anlegern eine große Rolle, der Begriff Daytrading bezieht sich umgangssprachlich jedoch oft ausschließlich auf den Intraday-Handel von privaten Investoren, sogenannten Daytradern, der überwiegend über das Internet durchgeführt wird. Eine wesentliche Geschäftsart des Daytrading ist die Arbitrage.

## Geschichte
Die Ursprünge des Daytrading finden sich bereits im Präsenzhandel. Die weitere Entwicklung bis zum Hochfrequenzhandel wurde durch den computerisierten Börsenhandel gefördert, der 1971 an der New Yorker NASDAQ-Börse begann. Ein Kleinordersystem förderte 1985 die Möglichkeit des Daytradings.
In den USA ist Daytrading seit 1996 auch für Privatanleger erlaubt. Es entwickelte sich zu einem Wachstumssegment des Börsenhandels. Im Jahr 2000 erreichte der Handel mit privaten Daytradern bereits rund 15 % der täglichen Aktiengeschäfte an der NASDAQ.
In Deutschland wurden seit dem Jahr 1998 spezielle Handelsräume geschaffen, in denen private Daytrader den Handel durchführen konnten. Im Jahr 2000 existierten ungefähr 50 solcher Daytrading-Center. Der Handel findet aber überwiegend über die Plattformen verschiedener Online-Broker statt. Am 23. August 2001 erließ die Bundesanstalt für Finanzdienstleistungsaufsicht (BaFin) eine Wohlverhaltens-Richtlinie, die auch Aufklärungspflichten für Wertpapierdienstleistungsunternehmen gegenüber Daytradern umfasste. Sie wurde 2007 aufgrund entsprechender Änderungen des Wertpapierhandelsgesetzes aufgehoben.

## Rechtslage in Deutschland
Die Verhaltensregeln für Wertpapierdienstleistungsunternehmen werden in §§ 63 bis 96 WpHG (Verhaltenspflichten, Organisationspflichten, Transparenzpflichten) beschrieben. Eine Richtlinie zur Konkretisierung der §§ 31 und 32 WpHG, die Aufklärungspflichten von Finanzdienstleistern gegenüber Daytrading-Kunden konkreter beschrieb und vorsah, dass Dienstleister über die Risiken des Daytrading aufklären und sicherstellen müssen, dass Kunden über die notwendigen Kenntnisse zur Durchführung solcher Geschäfte verfügen, wurde am 23. Oktober 2007 von der BaFin aufgehoben.
Das seit November 2007 geltende Recht hat die Derivate im Wertpapierrecht auch um bloße „finanzielle Differenzgeschäfte“ (§ 2 Abs. 3 Nr. 3 WpHG) erweitert, sodass auch taggleiche Geschäfte erfasst werden. Deshalb greifen nunmehr auch die Schutzwirkungen für Finanztermingeschäfte aus § 99 WpHG, und es gelten die gleichen Schadensregelungen wie bei anderen Finanztermingeschäften.

## Risiken
Die Risiken beim taggleichen Kaufen und Verkaufen sind in ihren Grundformen mit denen anderer Zeithorizonte vergleichbar, unterscheiden sich jedoch erheblich in ihrer Ausprägung und Wirkung. Besonders für Privatanleger stellen Transaktionskosten und die Handelsspanne eine beträchtliche Einstiegshürde dar. Die Wertschwankungen innerhalb eines Tages sind bei vielen Handelsobjekten geringer als über einen längeren Betrachtungszeitraum, der für die Anlagestrategie des Buy and hold gilt. Um überhaupt profitabel handeln zu können, müssen Daytrader ihre Positionen häufig kreditfinanzieren oder hebeln, was das Verlustrisiko deutlich erhöht. 
Speziell für die – mit einem besonders hohen Finanzrisiko verbundene – Fremdfinanzierung von Daytrades geben einige Banken (zum Beispiel Comdirect Bank) ausgewählten Kunden die Möglichkeit, bis zu einer bestimmten Obergrenze Kauforders über zinslose Intraday-Kredite zu tätigen. Diese Kredite werden zum Geschäftsschluss (im Allgemeinen täglich 19 Uhr) automatisch zurückgefordert, egal ob der Kunde durch das Börsengeschäft im Laufe des Tages Gewinne oder Verluste gemacht hat. Das bedeutet, dass sich die natürliche Volatilität jedes Wertpapiers im Falle von Daytrades am Ende des Handelstages unweigerlich in einem finanziellen Verlust realisieren kann. Das bei normalen Wertpapiergeschäften oft erfolgreiche Hoffen auf Kurserholungen während einer Baisse und somit das Vermeiden von realisierten Verlusten ist beim Daytrading im Prinzip ausgeschlossen. Am Ende des Handelstages ist das Wertpapierdepot des Daytraders in jedem Falle wieder leer, und die Bilanz der Käufe und der Verkäufe findet sich auf dem Verrechnungskonto als monetärer Gewinn oder Verlust wieder.
Nach einer US-Studie aus dem Jahr 1999 erleiden 70 % der Privatanleger beim Daytrading Verluste. Das bestätigte eine Studie aus dem Jahr 2000 von der North American Securities Administrators Association, die dem Magazin Forbes zufolge herausfand, dass 77 % der Daytrader Verluste machen würden. Der durchschnittliche Gewinn bei den übrigen soll 22.000 US-Dollar innerhalb acht Monaten betragen haben. Von den 124 überwachten Konten sollen lediglich zwei Personen mehr als 100.000 US-Dollar Gewinn erzielt haben.
Ein weiterer kritischer Faktor beim kurzfristigen Handel ist die Reaktionszeit, sowohl die menschliche als auch die technische (Übertragungs- und Verarbeitungszeiten). Aus diesem Grund sind die Server professioneller Hochfrequenzhandelssysteme nahe dem Börsenplatz untergebracht.